# Мураяма
Мураяма (яп. 村山市 Мураяма-си) — город в префектуре Ямагата Японии. Был основан 1 ноября 1954 года.
Площадь города составляет 196,83 км², население — 25 223 человека (1 августа 2014), плотность населения — 128,15 чел./км².

## Города-побратимы
Город породнён с Якутском, Россия.